# Lagenwerkstoff
Lagenwerkstoffe bestehen aus einzelnen Furnierschichten (ungerade Anzahl der Schichten / symmetrischer Aufbau der Schichten).
Die Furnierschichten werden zu Platten oder Formteilen verleimt. Zu ihnen gehören das Furniersperrholz (Furnierschichten werden kreuzweise aufeinander geleimt), die Schichthölzer (Faserverlauf der Furnierlagen ist gleichgerichtet), die Lagenholzformteile (mehrfach gekrümmte Holzteile deren Furnierschichten rechtwinklig bzw. sternförmig aufeinander geleimt werden) sowie die Kunstharzpreßhölzer (Schälfurniere wurden vor dem Verleimen in 50 % wässrige Phenolharzlösung eingetaucht).